# Parafia św. Bartłomieja Apostoła w Bieruniu
Parafia św. Bartłomieja Apostoła – rzymskokatolicka parafia znajdująca się w Bieruniu, w dzielnicy Bieruń Stary. Parafia należy do dekanatu Bieruń w archidiecezji katowickiej.

## Geneza
Pierwotnie Bieruń należał do lędzińskiej parafii św. Klemensa. Okręg pszczyński należał wówczas do dekanatu oświęcimskiego, a ten zaś do diecezji krakowskiej. Drewniany kościół św. Bartłomieja wybudowano w pierwszej połowie XV wieku. Początkowe losy tego kościółka nie są znane – wiadomo tylko, że w 1568 był tam ks. Wojciech, wikary zależny od lędzińskiego plebana. 30 sierpnia 1568 książę pszczyński Karol Promnitz, protestant, zmusił do rezygnacji z urzędu dziekana pszczyńskiego ks. Warszowskiego, a następnie odwołał wszystkich plebanów dekanatu pszczyńskiego na mocy cuius regio eius religio. W 1578 powstał spór Karola Promnitza z biskupem krakowskim Piotrem Myszkowskim o dziesięciny dla kościoła w Bieruniu, które miały płacić Bojszowy. Ten fakt wskazuje na odłączenie się bieruńskiego kościoła od lędzińskiej parafii. Od końca 1578 w Bieruniu urzędował pastor Klemens. W 1580 Jan Biberstein wybudował kościół w Bojszowach, któremu od dnia 9 października 1580 Bieruń miał płacić dziesięcinę. Na początku XVII wieku (między 1619 a 1628) wybudowano poza miastem kościół św. Walentego, jako że miał on za patrona świętego można przypuszczać, że był katolicki. W listopadzie 1598 wizytacji kościelnej (pierwszej po soborze trydenckim) dekanatu pszczyńskiego dokonał archidiakon krakowski Krzysztof Kazimirski na zlecenie biskupa Jerzego Radziwiłła. Według niej kościół w Oppidum Bierun znajdował się w rękach luterańskich. 13 września 1628 burgrabia Karol Hannibal von Dohn wydał w imieniu cesarza Ferdynanda II edykt nakazujący pastorom opuszczenie ziemi pszczyńskiej w ciągu 14 dni. 6 marca 1629 cesarz wydał edykt zaprowadzający stan religijny, który istniał w państwie w 1553. W 1630 biskup krakowski zamianował w Bieruniu plebana ks. Łukasza.

## Kościół
Obecny kościół jest czwartym z kolei zbudowanym na tym miejscu. Pierwsza wzmianka o kościele w Bieruniu pochodzi z kroniki Liber Beneficiorum Jana Długosza: „Bieruń, miasto (...), w którym jest kościół drewniany pw. św. Bartłomieja, filia kościoła macierzystego w Lędzinach (...) kościół w Bieruniu jest świeżo zbudowany...”. Jan Długosz tę część kroniki napisał przed śmiercią księcia Mikołaja II w 1452. Prawdopodobnie drewniany kościół powstał pod patronatem księżnej Heleny, która w 1407 otrzymała ziemię pszczyńską jako wiano od księcia Jana II. Z mapy Hindenburga z 1636, na której są narysowane dwa kościoły w Bieruniu, widać, że kościół św. Bartłomieja miał sygnaturkę i ogrodzenie. Protokół wizytacyjny z 1665 zawiera krótki opis tego kościoła. Był drewniany, starodawny, miał trzy ołtarze, drewnianą zakrystię i chrzcielnicę oraz ogrodzenie. 21 lipca 1677 wybuchł w Bieruniu pożar, który zniszczył całe miasto z wyjątkiem kościoła św. Walentego. Po pożarze proboszcz ks. Witkiewicz wybudował plebanię, szkołę i szpital. Z powodu braku pieniędzy i z faktu istnienia kościółka św. Walentego proboszcz nie podjął się odbudowy kościoła parafialnego. Dopiero w 1679 nowy proboszcz ks. Herbst zaczął zbierać pieniądze i 9 maja 1680 położono fundamenty pod nowy drewniany kościół. Poświęcenia dokonał dziekan pszczyński ks. Franciszek Szafrański 22 grudnia 1680. W 1686 cieśla Jacek z Mysłowic dostał absolutorium od proboszcza. Ołtarz główny i obraz zostały wykonane w Żorach. Kościół posiadał dwa boczne ołtarze – NMP i św. Antoniego Padewskiego i dzwonnicę, na której w lutym 1681 zawieszono dzwon. Prawie sto lat później wskutek rosnącej liczby mieszkańców Bierunia proboszcz ks. Karol Posadowski postanowił wybudować nowy, większy kościół. Samą budowę rozłożono na kilka lat. W 1770 zburzono starą wieżę i wybudowano murowaną. W 1776 rozebrano resztę drewnianego kościoła i przystąpiono do dalszej budowy. 20 października 1776 dziekan pszczyński ks. Tomasz Trzebień dokonał poświęcenia nowej świątyni. W opisie kościoła z 1791 napisano: „Kościół parafialny w miasteczku Bieruniu jest murowany; wielki chór podługowaty (nawa główna), mały chór (prezbiterium) w pół oktogonu czyli ośmiokątny”. Długość kościoła wynosiła 84 stopy (23,9 m). Nie było sklepienia, tylko płaski, drewniany sufit. W 1794 postawiono nowy ołtarz główny, wykonany przez Matysa Hampela z Lublińca.
W 1833 proboszcz ks. Jan Hawlicki zbudował zakrystię, a burmistrz Bierunia Józef Niesyto ufundował kaplicę św. Barbary po przeciwległej stronie kościoła. 9 czerwca 1845 całe miasto, a więc i kościół wraz z plebanią, szpitalem i szkołą, spłonęło w pożarze. Udało się uratować kielichy, monstrancje, ornaty, akta, metryki i ważniejsze dokumenty. Najpierw odbudowano szkołę i plebanię. Po zebraniu funduszy rozebrano zgliszcza i 14 czerwca 1851 przystąpiono do budowy. Architektem był Królewski Inspektor budowlany Józef Linke z Raciborza, a kierownikiem budowy Augustyn Kern z Gliwic. Budowa przeciągnęła się z powodu braku pieniędzy. 29 maja 1859 sufragan wrocławski Bogedain poświęcił nowy kościół. Główny ołtarz wykonał Jan Gajda w 1857. W czasie II wojny światowej pocisk artyleryjski przebił dach i wybuchł wewnątrz, co wzbudziło niepokój miejscowej ludności, gdyż w pobliżu znajdował się niemiecki skład amunicji. Kościół ten stoi do dzisiaj, jedynie w 1948 dobudowano dwie zakrystie.
Od 1955 z inicjatywy ówczesnego proboszcza – ks. Jana Trochy na święta Bożego Narodzenia w kościele wystawiana jest ruchoma szopka, której twórcami są mieszkańcy Bierunia.

## Proboszczowie
- ks. Łukasz (1630–1658)
- ks. Wojciech Chłądowicz (1658–1665)
- ks. Jan Szczepanowicz (1665–1673)
- ks. Jerzy Witkiewicz (1673–1679)
- ks. Jan Antoni Herbst (1679–1683)
- ks. Jerzy Leopold Frankowicz (1683–1693)
- ks. Paweł Antoni Bargiel (1693–1711)
- ks. Jerzy Antoni Odrobiński (1711–1746)
- ks. Ludwik Nepomucen Kosmeli (1746–1756)
- ks. Karol Maurycy Posadowski (1756–1785)
- ks. Jan Kanty Żychoń (1786–1832)
- ks. Jan Hawlicki (1833–1866)
- ks. August Schumann (1867–1898)
- ks. Jerzy Thielmann (1898–1903)
- ks. Mateusz Bielok (1903–1922)
- ks. dr Karol Wilk (1923–1935)
- ks. Paweł Macierzyński (1935–1945)
- ks. prałat Jan Trocha (1945–1969)
- ks. Wilhelm Słomka (1969–1972)
- ks. Józef Tchórz (1972–1989)
- ks. Walerian Ogierman (1989–2013)
- ks. Janusz Kwapiszewski (2013–2019)
- ks. Michał Anderko (2019–nadal)

## Grupy parafialne
- Akcja Katolicka
- Apostolstwo Dobrej Śmierci
- Dzieci Maryi
- Ministranci
- Młodzieżowy Zespół Charytatywny
- Odnowa w Duchu Świętym
- Ruch Światło-Życie
- Schola
- Wspólnoty różańcowe.